# 南方省 (巴林)
南方省（阿拉伯语：‎，羅馬化：Al-Muḥāfaẓat al-Janūbīyah）是巴林的一個省，包括巴林島的南部以及海瓦爾群島。下分三個區。